# 25 août en sport
25 juillet 25 septembre
Chronologies thématiques
- Croisades
- Ferroviaires
- Disney

Le 25 août (237e jour de l'année ou 238e en cas d'année bissextile) en sport.

## Événements

### XVIIIesiècle
- 1743
  - (Joutes nautiques) : première édition du Grand Prix de la Saint-Louis.
- 1745 :
  - (Joutes nautiques) : Louis XV assiste aux joutes nautiques de la Saint-Louis à Sète. Cette compétition symbole de la cité sétoise a toujours lieu aujourd’hui.
- 1749 :
  - (Joutes nautiques) : Barthélémy-Louis Aubenque survole les joutes nautiques de la Saint-Louis à Sète. Ne trouvant plus d’adversaires, il joute contre le pont, arrêtant net sa barque sans tomber !

### XIXesiècle
- 1860 :
  - (Joutes nautiques) : Martin, dit lou Gauche, et Marques, lou Grand Tambour, remportent à égalité le Grand Prix de la Saint-Louis à Sète[1].
- 1864 :
  - (Joutes nautiques) : Martin, dit lou Gauche, remporte le Grand Prix de la Saint-Louis à Sète[1].
- 1865 :
  - (Joutes nautiques) : Boudet, dit lou Cantare, remporte le Grand Prix de la Saint-Louis à Sète[2].
- 1866 :
  - (Joutes nautiques) : Benezech, dit lou Bousigaud, remporte le Grand Prix de la Saint-Louis à Sète[2].
- 1867 :
  - (Joutes nautiques) : L. Isoird, dit lou Mounard, remporte le Grand Prix de la Saint-Louis à Sète[2].
- 1868 :
  - (Joutes nautiques) : Benezech, dit lou Bousigaud, remporte le Grand Prix de la Saint-Louis à Sète[2].
- 1869 :
  - (Joutes nautiques) : Pascal, dit lou Pascalou, remporte le Grand Prix de la Saint-Louis à Sète[2].
- 1873 :
  - (Joutes nautiques) : Martin dit lou Gauche, remporte le Grand Prix de la Saint-Louis à Cette[2].
- 1875 :
  - (Natation /Nage en eau libre) : le capitaine Matthew Webb réussit la Traversée de la Manche à la nage. Il s'était élancé la veille, à 12 heures 56, depuis la jetée Admiralty Pier de Douvres; suivi par trois escorteurs. Il réalise l'exploit en 21 heures et 45 minutes.

### XXesièclede1901à1950
- 1935 :
  - (Sport automobile) : Grand Prix automobile de Suisse.

### XXesièclede1951à2000
- 1973 :
  - (Cyclisme) : à Bonneville, Allan Abbott établit un nouveau Record de vitesse à vélo sur le plat derrière abri à 223,126 km/h.
- 1983 :
  - (Athlétisme) : Tamara Bykova porte le record du monde du saut en hauteur à 2,04 m.
- 1985 :
  - (Formule 1) : Grand Prix automobile des Pays-Bas.
- 1991 :
  - (Formule 1) : Grand Prix automobile de Belgique.
- 1996 :
  - (Formule 1) : Grand Prix automobile de Belgique.

### XXIesiècle
- 2014 :
  - (Judo /Mondiaux) : Début de la 33e édition des Championnats du monde de judo se déroulant à Tcheliabinsk. Le mongol Boldbaatar Ganbat remporte l'or en moins de 60 kg, le russe Beslan Mudranov décroche l'argent et le géorgien Amiran Papinashvili et le Japonais Naohisa Takatō sont en bronze. Chez les moins de 48 kg dames la Japonaise Ami Kondō bat Paula Pareto l'argentine. Le bronze revient à la Française Amandine Buchard et à la Cubaine Maria Celia Laborde.
- 2015 : 
  - (Athlétisme /Mondiaux) : sur la journée des Championnats du monde d'athlétisme, sur l'épreuve du 800 mètres hommes, victoire du Kényan David Rudisha, sur le 400 mètres haies hommes, victoire du Kényan Nicholas Bett, à la longueur hommes, victoire du Britannique Greg Rutherford, sur le 1 500 mètres femmes, victoire de l'Éthiopienne Genzebe Dibaba puis sur le lancer de disque femmes, victoire de la Cubaine Denia Caballero.
  - (Cyclisme sur route /Tour d'Espagne) : l'Espagnol Alejandro Valverde remporte l'étape du jour du Tour d'Espagne, Esteban Chaves conserve le maillot rouge.
  - (Judo /Mondiaux) : sur la seconde journée des championnats du monde de judo, dans la catégorie des -52 kg, victoire chez les femmes de la Japonaise Misato Nakamura puis chez les hommes en -66 kg, victoire du Sud-Coréen An Baul.
- 2016 :
  - (Cyclisme sur route /Tour d'Espagne) : sur la 6e étape du Tour d'Espagne 2016, victoire du Britannique Simon Yates et le Colombien Darwin Atapuma reste en tête du classement général.
- 2017 :
  - (Cyclisme sur route /Tour d'Espagne) : sur la 7e étape du Tour d'Espagne 2017, qui relie Llíria à Cuenca, sur une distance de 207 kilomètres, victoire du Slovène Matej Mohorič. Le Britannique Christopher Froome conserve le maillot rouge.
  - (Lutte /Mondiaux) : sur la 5e journée des championnats du monde de lutte, chez les hommes en libre, en -57 kg, victoire du Japonais Yuki Takahashi, en -61 kg, victoire de l'Azerbaïdjanais Haji Aliyev, en -86 kg, victoire de l'Iranien Hassan Yazdani et en +125 kg, victoire du Géorgien Geno Petriashvili.
- 2018 :
  - (Cyclisme sur route /Tour d'Espagne) : début de la 73e édition du Tour d'Espagne et qui se terminera le 16 septembre 2018. La 1re étape qui se déroule sous la forme d'un contre-la-montre individuel de 8 kilomètres à Malaga est remportée par l'Australien Rohan Dennis qui prend le maillot rouge.
  - (Rugby à XV /Top 14) : début de la 120e édition du championnat de France de rugby à XV qui oppose les quatorze meilleures équipes de rugby à XV françaises et qui se terminera en juin 2019.
- 2021 :
  - (Cyclisme sur route /Tour d'Espagne) : sur la 11e étape du Tour d'Espagne qui se déroule entre Antequera et Valdepeñas de Jaén, sur une distance de 133,6 km, victoire du Slovène Primož Roglič. Le Norvégien Odd Christian Eiking conserve le maillot rouge.
- 2023 :
  - (Basket-ball /Mondial) : début de la 19e édition du championnat du monde masculine de basket-ball, renommé Coupe du monde de basket-ball FIBA qui se déroule en Indonésie, au Japon et aux Philippines jusqu'au 10 septembre 2023.
- 2024 :
  - (Compétition automobile /Formule 1) : sur le Circuit de Zandvoort, Lando Norris (McLaren) réalise le premier hat-trick de sa carrière en remportant le Grand Prix des Pays-Bas, devant Max Verstappen (qui prenait son 200e départ en F1) et Charles Leclerc. Oscar Piastri termine quatrième devant Carlos Sainz Jr., Lewis Hamilton, Sergio Pérez, George Russell, Fernando Alonso et Lance Stroll.
  - (Cyclisme sur route /Tour d'Espagne) : sur la 9e étape du Tour d'Espagne qui se déroule entre Motril et Grenade en Andalousie, sur une distance de 178 km, victoire du Britannique Adam Yates après une échappée. L'Australien Ben O'Connor conserve le Maillot rouge.
  - (Voile /Course au large) : grand départ de la 55e édition de la Solitaire du Figaro qui a pour ville de départ Rouen et l'arrivée finale sera jugée à La Turballe vers le 15 septembre, en trois étapes cumulant environ 1 800 milles[3].

## Naissances

### XIXesiècle
- 1869 : 
  - Tom Kiely, athlète d'épreuves combinées britannique. Champion olympique du décathlon aux Jeux de Saint-Louis 1904. († 6 novembre 1951).
- 1873 :
  - Alphonse Steinès, journaliste sportif français. Inspirateur du parcours du Tour de France. († 22 janvier 1960).

### XXesièclede1901à1950
- 1924 : 
  - Zsuzsa Körmöczy, joueuse de tennis hongroise. Victorieuse de Roland Garros 1958. († 16 septembre 2006).
- 1925 :
  - Stepas Butautas, basketteur et entraîneur soviétique puis lituanien. Médaillé d'argent aux Jeux d'Helsinki 1952. Champion d'Europe de basket-ball 1947, 1951 et 1953. Sélectionneur de l'équipe d'Union soviétique féminine en 1959 devenue championne du monde de basket-ball féminin 1959 et de l'équipe de Cuba de 1968 à 1970. († 22 mars 2001).
- 1927 : 
  - Althea Gibson, joueuse de tennis américaine. Victorieuse de Roland Garros 1956, des US Open de tennis 1957 et 1958, et des tournois de Wimbledon 1957 et 1958. († 28 septembre 2003).
- 1937 :
  - Lones Wigger, tireur américain. Champion olympique du 50 m carabine trois positions et médaillé d'argent du rifle à 50 m position couchée aux Jeux de Tokyo 1964 puis champion olympique de la carabine libre 300 m, trois positions aux Jeux de Munich 1972. († 14 décembre 2017).
- 1938 :
  - André Fefeu, footballeur français. († 9 juillet 2023).
- 1944 : 
  - Jacques Demers, dirigeant puis entraîneur de hockey sur glace canadien.
- 1946 : 
  - Rollie Fingers, joueur de baseball américain.
  - Alain Mahé, pilote et copilote de rallyes automobile français.

### XXesièclede1951à2000
- 1954 :
  - Gilbert Duclos-Lassalle, cycliste sur route français. Vainqueur des Paris-Roubaix 1992 et 1993.
- 1956 :
  - Henri Toivonen, pilote de rallye automobile finlandais. (3 victoires en championnat du monde des rallyes). († 2 mai 1986).
- 1959 :
  - Franco Chioccioli, cycliste sur route italien. Vainqueur du tour d'Italie 1991.
- 1961 :
  - Dave Tippett, hockeyeur sur glace puis entraîneur canadien. Médaillé d'argent aux Jeux d'Albertville 1992.
- 1962 :
  - Theresa Andrews, nageuse américaine. Championne olympique du 100m dos et du 4 × 100 m 4 nages aux Jeux de Los Angeles 1984.
- 1966 :
  - Albert Belle, joueur de baseball américain.
- 1967 :
  - Claudio Pistolesi, joueur de tennis puis entraîneur italien.
- 1970 :
  - Robert Horry, basketteur américain.
  - José Luis Martinez, athlète du lancer de poids espagnol. († 29 janvier 2005).
- 1971 :
  - Gilberto Simoni, cycliste sur route italien. Vainqueur des Tours d'Italie 2001 et 2003.
- 1972 :
  - Aleksandr Chirchov, sabreur russe. Champion olympique par équipes aux Jeux de Barcelone 1992. Champion du monde par équipes 1994. Champion d'Europe par équipes 2000.
  - Tony Dumas, basketteur américain.
  - Davide Sanguinetti, joueur de tennis italien.
- 1976:
  - Damon Jones, basketteur américain.
  - Monika Kowalska, lutteuse polonaise.
  - Céline Lebrun, judoka française. Vice-championne olympique des -78kg aux Jeux de Sydney 2000. Médaillée de bronze des -78kg aux Mondiaux 1999, Championne du monde toutes catégories 2001 et médaillée de bronze des -78kg puis médaillée de bronze en 2005.
- 1978 :
  - Oliver Roggisch, handballeur allemand. Champion du monde de handball 2007. Vainqueur des Coupe EHF de handball 2005, 2007 et 2013. (205 sélections en équipe nationale).
- 1980 :
  - Jean-Charles Monneraye, volleyeur français. (152 sélections en équipe de France).
- 1981 :
  - Camille Pin, joueuse de tennis puis consultante TV française.
  - Jean-Julien Rojer, joueur de tennis néerlandais.
- 1982 :
  - Darly Zoqbi de Paula, handballeuse hispano-brésilienne. (150 sélections avec l'équipe du Brésil et 31 avec l'équipe d'Espagne).
- 1983 :
  - Mehdi Bennani, pilote de courses automobile marocain.
  - Giovanni Bernaudeau, cycliste sur route français.
  - Rebecca Hull, joueuse de rugby à XV puis arbitre néo-zélandaise. Championne du monde de rugby à XV féminin 2006. (4 sélections en équipe nationale).
  - Anna Mishchenko, athlète de demi-fond ukrainienne.
  - James Rossiter, pilote de courses automobile britannique.
  - James Walker, pilote de courses automobile britannique.
- 1984 :
  - Soumbeyla Diakité, footballeur malien. (33 sélections en équipe nationale).
- 1985 :
  - Marcus Böhme, volleyeur allemand. (290 sélections en équipe nationale).
- 1986 :
  - Anton Glazunov, basketteur russe. Vainqueur de l'EuroCup Challenge 2007.
- 1987 :
  - Vyacheslav Kravtsov, basketteur ukrainien.
  - Wesley Lautoa, footballeur français.
- 1988 :
  - Émilie Lefel, joueuse de badminton française.
  - Malaury Martin, footballeur français.
  - Ingrid Tanqueray, basketteuse française. (20 sélections en équipe de France).
- 1989 :
  - Facundo Conte, volleyeur argentin. médaillé de bronze aux Jeux de Tokyo 2020. Vainqueur de la Challenge Cup 2011. (126 sélections en équipe nationale).
  - Martin Prat, joueur de rugby à XV français.
- 1990 :
  - Eddy Ben Arous, joueur de rugby à XV français. (20 sélections en équipe de France).
  - David Bustos, athlète de demi-fond espagnol.
- 1991 :
  - Tsgabu Grmay, cycliste sur route éthiopien.
- 1992 :
  - Théorine Aboa Mbeza, volleyeuse camerounaise. Championne d'Afrique féminin de volley-ball 2017 et 2021.
  - Ricardo Rodríguez, footballeur suisse. Champion du monde de football des moins de 17 ans 2009. (120 sélections en équipe nationale).
  - Ferrán Solé, handballeur espagnol. Médaillé de bronze aux Jeux de Tokyo 2020. Champion d'Europe masculin de handball 2018 et 2020. (49 sélections en équipe nationale).
  - Mike Teunissen, cyclocrossman et sur route néerlandais.
  - Miguel Trauco, footballeur péruvien. Vainqueur de la Copa Libertadores 2019. (74 sélections en équipe nationale).
- 1994 :
  - Endre Botka, footballeur hongrois. (27 sélections en équipe nationale).
  - Aisling D'Hooghe, hockeyeuse sur gazon belge. (161 sélections en équipe nationale).
  - Anne Mette Hansen, handballeuse danoise. Victorieuse de la Ligue des champions féminine de l'EHF 2018 et 2019. (161 sélections en équipe nationale).
  - Caris LeVert, basketteur américain.
- 1995 :
  - Ludvig Fritzson, footballeur suédois.
  - Zhao Jiwei, basketteur chinois. Champion d'Asie de basket-ball 2015. (20 sélections en équipe nationale).
- 1996 :
  - Hanna Blomstrand, handballeuse suédoise. (62 sélections en équipe nationale).
- 1997 :
  - Cameron Hunt, basketteur américain.
  - Osman Kakay, footballeur anglo-sierraléonais. (17 sélections avec l'équipe de Sierra Leone).
- 2000 :
  - Jared Butler, basketteur américain.

### XXIesiècle
- 2002 :
  - Gerard Yepes, footballeur espagnol.
- 2005 :
  - Valentin Atangana Edoa, footballeur franco-camerounais. Champion d'Europe de football des moins de 17 ans 2022.
- 2006 :
  - Lennon Miller, footballeur écossais.
  - Andrea Kimi Antonelli, pilote de Formule 1.

## Décès

### XIXesiècle
- 1856 :
  - William Clarke, 57 ans, joueur de cricket puis dirigeant sportif anglais. (° 24 décembre 1798).

### XXesièclede1901à1950
- 1939 : 
  - Babe Siebert, 35 ans, hockeyeur sur glace canadien. (° 14 janvier 1904).
  - Jan Vos, 51 ans, footballeur néerlandais. Médaillé de bronze aux Jeux de Stockholm 1912. (15 sélections en équipe nationale). (° 17 avril 1888).

### XXesièclede1951à2000
- 1965 :
  - John Hayes, 79 ans, athlète de fond américain. Champion olympique du marathon aux Jeux de Londres 1908. (° 10 avril 1886).
- 1968 : 
  - Stan McCabe, 58 ans, joueur de cricket australien. (39 sélections en test cricket). (° 16 juillet 1910).
- 1974 :
  - Caberto Conelli, 84 ans, pilote automobile italien. (° 28 août 1889).
- 1975 :
  - Jean Rebeyrol, 71 ans, nageur français. (° 16 octobre 1903).
- 1984 : 
  - Viktor Chukarin, 62 ans, gymnaste soviétique. Champion olympique du concours général individuel et par équipes, du cheval d'arçon et du saut puis médaillé d'argent des anneaux et des barres parallèles aux Jeux d'Helsinki 1952 puis champion olympique du concours général individuel et par équipesainsi que des barres parallèles puis médaillé d'argent du sol et médaillé de bronze du cheval d'arçon aux Jeux de Melbourne 1956. Champion du monde de gymnastique artistique du concours général individuel et par équipes puis des barres parallèles 1954. (° 9 novembre 1921).
- 1990 : 
  - David Hampshire, 72 ans, pilote de courses automobile britannique. (° 29 décembre 1917).
- 1997 : 
  - Paul Condrillier, 73 ans, pilote de rallyes automobile français. (° 13 avril 1924).
- 2000 : 
  - Bernard Becaas, 45 ans, cycliste sur route français. (° 23 mai 1955).

### XXIesiècle
- 2001 : 
  - Carl Brewer, 62 ans, hockeyeur sur glace puis entraîneur canadien. (° 21 octobre 1938).
  - Ken Tyrrell, 77 ans, pilote de courses automobile puis fondateur et dirigeant d'écurie britannique. (° 3 mai 1924).
- 2008 : 
  - Kevin Duckworth, 44 ans, basketteur américain. (° 1er avril 1964).
- 2013 :
  - Gilmar, 83 ans, footballeur brésilien. Champion du monde de football 1958 et 1962. Vainqueur des Copa Libertadores 1962 et 1963. (94 sélections en équipe nationale). (° 22 août 1930).
- 2014 : 
  - Alfredo Martini, 93 ans, cycliste sur route italien. (° 18 février 1921).
- 2016 : 
  - André Dehertoghe, 75 ans, athlète de demi-fond belge. (° 19 juillet 1941).
- 2022 : 
  - Herman Van Springel, 79 ans, cycliste sur route belge. Vainqueur du Tour de Lombardie 1968 et des Bordeaux-Paris 1970, 1974, 1975, 1977, 1978, 1980 et 1981. (° 14 août 1943).